# Olympische Jugend-Winterspiele 2024/Teilnehmer (Kolumbien)
| Gelbes Symbol für Goldmedaillen mit stilisierten Olympischen Ringen | Graues Symbol für Silbermedaillen mit stilisierten Olympischen Ringen | Braundes Symbol für Bronzemedaillen mit stilisierten Olympischen Ringen |
| ------------------------------------------------------------------- | --------------------------------------------------------------------- | ----------------------------------------------------------------------- |
| —                                                                   | —                                                                     | —                                                                       |

Kolumbien nahm an den Olympischen Jugend-Winterspielen 2024 in der südkoreanischen Provinz Gangwon mit 5 Athleten (3 Frauen, 2 Männer) teil.

## Teilnehmer nach Sportart

### Eisschnelllauf
| Athleten         | Wettbewerb | Zeit        | Rang |
| ---------------- | ---------- | ----------- | ---- |
| Frauen           |            |             |      |
| Isabella Caicedo | 500 m      | 42,87 s     | 20   |
| Isabella Caicedo | 1500 m     | 2:19,42 min | 25   |
| Isabella Vargas  | 500 m      | 43,443 s    | 26   |
| Isabella Vargas  | 1500 m     | 2:17,84 min | 23   |

| Athleten         | Wettbewerb  | Halbfinale  | Halbfinale | Finale        | Finale        | Rang |
| Athleten         | Wettbewerb  | Zeit        | Rang       | Zeit          | Rang          | Rang |
| ---------------- | ----------- | ----------- | ---------- | ------------- | ------------- | ---- |
| Frauen           |             |             |            |               |               |      |
| Isabella Caicedo | Massenstart | 6:28,08 min | 9          | ausgeschieden | ausgeschieden | 19   |
| Isabella Vargas  | Massenstart | 6:36,50 min | 17         | ausgeschieden | ausgeschieden | 32   |

### Skeleton
| Athleten        | Lauf 1  | Lauf 1 | Lauf 2  | Lauf 2 | Gesamt      | Gesamt |
| Athleten        | Zeit    | Rang   | Zeit    | Rang   | Zeit        | Rang   |
| --------------- | ------- | ------ | ------- | ------ | ----------- | ------ |
| Männer          |         |        |         |        |             |        |
| Tomás Palmezano | 56,53 s | 18     | 56,81 s | 17     | 1:53,34 min | 17     |

### Skilanglauf
| Athleten              | Wettbewerb       | Zeit        | Rang |
| --------------------- | ---------------- | ----------- | ---- |
| Frauen                |                  |             |      |
| Juliana Castaño Lopez | 7,5 km klassisch | 38:54,2 min | 73   |
| Männer                |                  |             |      |
| Samuel Jaramillo      | 7,5 km klassisch | 33:34,7 min | 78   |

| Athleten              | Wettbewerbe     | Qualifikation | Qualifikation | Viertelfinale | Viertelfinale | Halbfinale    | Halbfinale    | Finale        | Finale        | Rang |
| Athleten              | Wettbewerbe     | Zeit          | Rang          | Zeit          | Rang          | Zeit          | Rang          | Zeit          | Rang          | Rang |
| --------------------- | --------------- | ------------- | ------------- | ------------- | ------------- | ------------- | ------------- | ------------- | ------------- | ---- |
| Frauen                |                 |               |               |               |               |               |               |               |               |      |
| Juliana Castaño Lopez | Sprint Freistil | 5:00,89 min   | 73            | ausgeschieden | ausgeschieden | ausgeschieden | ausgeschieden | ausgeschieden | ausgeschieden | 73   |
| Männer                |                 |               |               |               |               |               |               |               |               |      |
| Samuel Jaramillo      | Sprint Freistil | 4:19,30 min   | 79            | ausgeschieden | ausgeschieden | ausgeschieden | ausgeschieden | ausgeschieden | ausgeschieden | 78   |